# Schottische Aufklärung

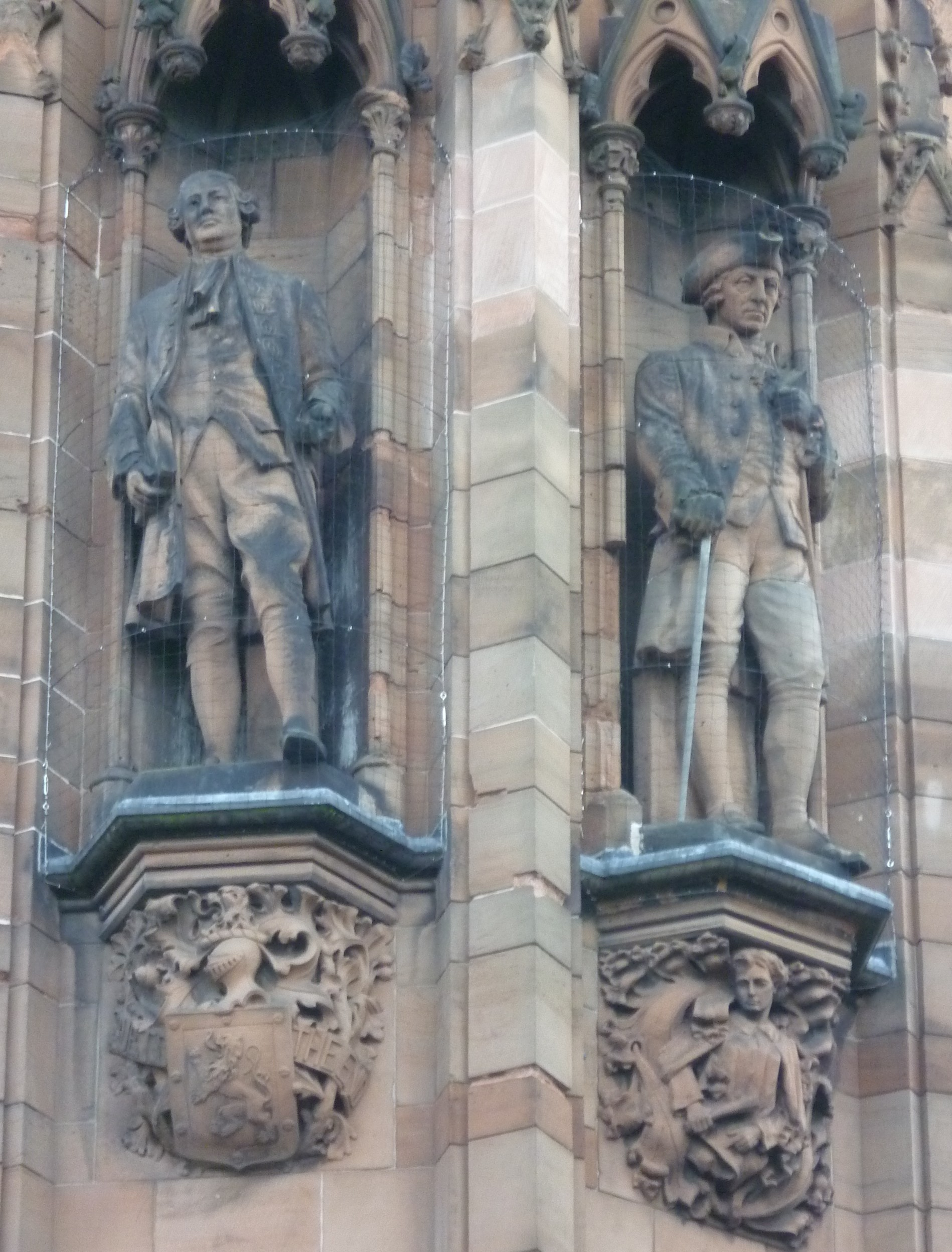
David Hume und Adam Smith an der Scottish National Portrait Gallery

Die Schottische Aufklärung (englisch Scottish Enlightenment, Scots Scots Enlichtenment, gälisch Soillseachadh na h-Alba) war eine Zeitspanne im 18. Jahrhundert, in der Schottland eine Vielzahl herausragender Persönlichkeiten auf den Gebieten der Kunst und Literatur, der Wissenschaften, der Technik und der Architektur hervorbrachte wie auch signifikante technische und wissenschaftliche Fortschritte machte. Dies geschah gerade zu einer Zeit, als Schottland seine politische Unabhängigkeit verloren hatte und wesentliche Teile der alten Führungsschicht wie der politischen Macht nach London abwanderten.
Der Begriff selbst wurde um 1900 geprägt und seit den 1960er Jahren systematisch erforscht. Die schottischen Aufklärer, Technologen und Intellektuellen wurden lange als britisch bzw. englisch subsumiert und erst im 20. Jahrhundert in ihrer Eigenständigkeit erforscht. Die in Schottland erlebte ökonomische Prosperität wurde gegenüber der Macht der Könige und des Adels betont und als Grundpfeiler der einsetzenden kulturellen Blüte gesehen. Die schottische Aufklärung war dabei materialistischer orientiert als die idealistische französische oder deutsche Version; die nach wie vor virulente Konkurrenz zu England trug mit zu ihrem Erfolg bei.

## Hintergrund
Zu Beginn des 18. Jahrhunderts war Schottland mit seinen etwa 1,2 Millionen Einwohnern noch deutlich ärmer als England. Seine Landbevölkerung wurde im Umfeld der Clearances gezwungen, ihre Dörfer zu verlassen, um Schafen Platz zu machen. Die Union mit England 1707 und das endgültige Ende der staatlichen Unabhängigkeit Schottlands nach der Schlacht bei Culloden 1746 veranlasste Parlament, Politiker, Aristokraten und deren Klientel (die sogenannten Placemen) nach London abzuwandern.
Jedoch blieb das schottische Recht vom englischen unterschiedlich. Die Gerichte und die zugehörigen Juristen blieben in Edinburgh, genauso wie die Presbyterianische Kirche, die Universitäten und das medizinische Establishment in Schottland verblieb. Entfernt vom politischen Zentrum bildete sich eine neue Mittelklasse in größerer intellektueller Freiheit. Im Verlauf des 18. Jahrhunderts etablierten sich Schulen in den Kirchbezirken wie fünf Universitäten. Lesegesellschaften und intellektuelle Zirkel wie die Select Society und der Poker Club in Edinburgh wie an den weiteren Universitätsstädte St Andrews, Glasgow und Aberdeen florierten.
Einige der Protagonisten, namentlich Adam Smith, bezeichneten sich als Nord-Engländer und waren an einem eigenständigen schottischen Profil gar nicht interessiert. Smith, Hume und andere betonten die menschliche Vernunft und deren Fähigkeit, Gesellschaft und Natur zum besseren zu ändern. Der pragmatische und empirische Ansatz unterschied die schottischen Aufklärer vom Kontinent. Die schottische Aufklärung strahlte auch weit über Schottland hinaus – nicht nur wegen des Rufs der schottischen Gelehrten in Schottland, sondern weil das Bildungssystem und seine Absolventen auch in anderen Zentren und Regionen tätig wurden. Zeitlich ist mit ihr der Umschwung von hergebrachten Naturrechtstheorien zu den modernen Sozialwissenschaften verbunden.

## Zentren

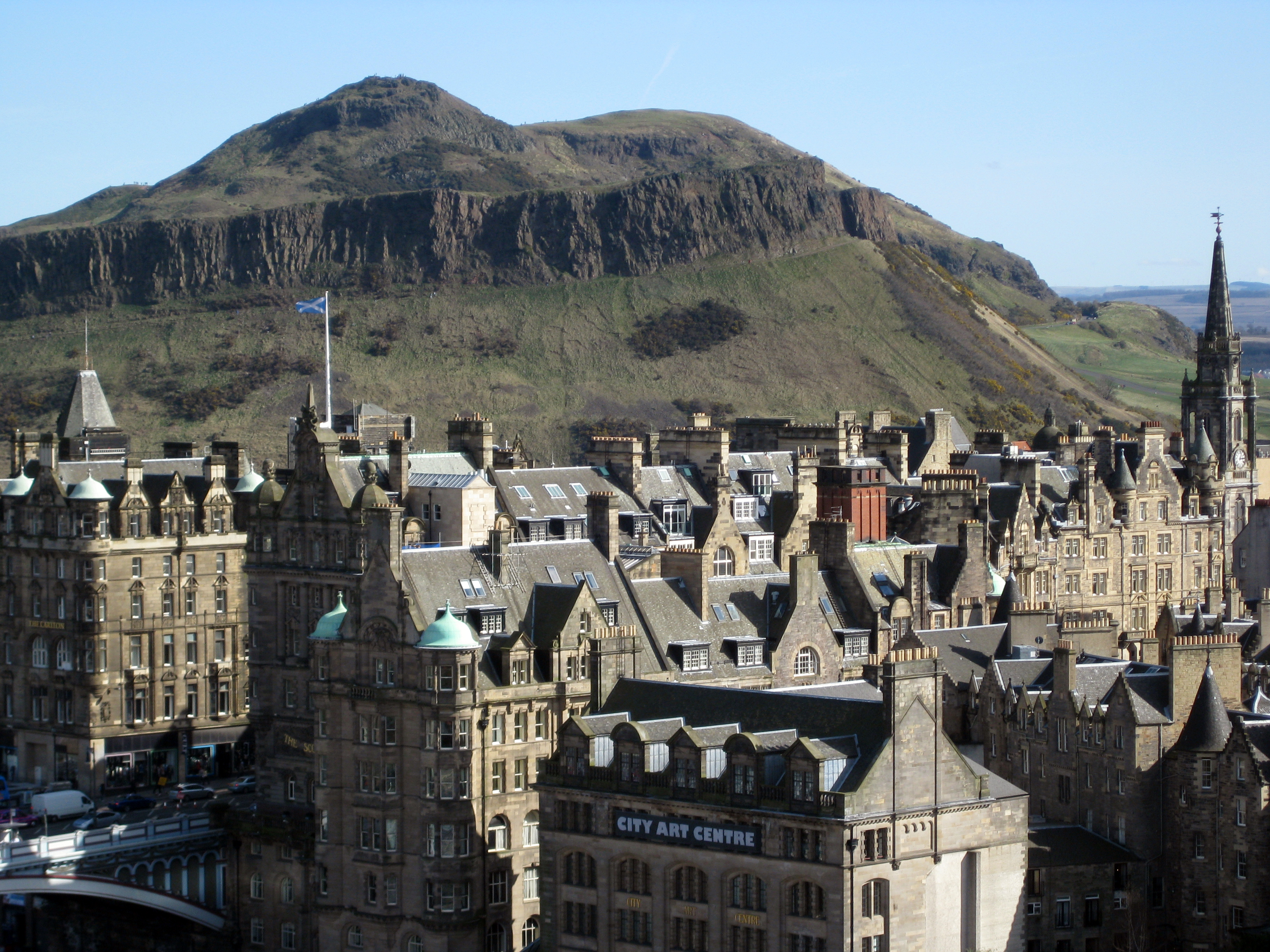
Arthur's Seat und Edinburgh

Die Schottische Aufklärung hatte ihr Zentrum in Edinburgh. Dort entstand die erste Fortschrittstheorie in Britannien, vertreten von den schottischen Philosophen David Hume (1711–1776) und Adam Ferguson (1723–1816). Sie erkannten in der historischen Tragödie ihres eigenen Landes die gesamte Spannweite der humanen sozialen Entwicklung: von Sammlern und Jägern über die Landwirtschaft bis hin zur wahren Zivilisation – der kommerziellen, industriellen und wissenschaftlichen Welt der Städte. Ein Ausdruck dieser Aufklärungsperiode mit ihrem Fortschrittsoptimismus ist noch heute in der New Town von Edinburgh zu sehen. George Drummond, dem seinerzeitigen Bürgermeister, ist es zu verdanken, dass sich das Bild der Stadt und deren Situation angesichts der Übervölkerung der Altstadt derart drastisch veränderte. Bedeutende Architekten wurden in Schottland tätig. Einer davon war Robert Adam, der die Edinburgher Anlage um Charlotte Square in der New Town konzipierte.
Kaum eine Generation nach Culloden wurden die Städte Glasgow und Edinburgh bekannt als Stätten geistiger Produktivität. Der Romancier Tobias Smollet (1721–1771) konnte seinen Helden Matthew Bramble in dem Briefroman Humphrey Clinker (1771) gar feststellen lassen: „Edinburgh ist eine Brutstätte des Genies“ („hot-bed of genius“). Innerhalb weniger Jahrzehnte entwickelte sich dort eine geistige Elite, die selbst auf dem Kontinent ihresgleichen suchte.
Der Schotte, der auf dem Gebiet der Ökonomie am weitesten wirkte, war Adam Smith (1723–1790). In seinem Werk Inquiry into the Nature and Causes of the Wealth of Nations legte er die Annahme zugrunde, dass die Menschheit einen natürlichen Hang zur Selbstverbesserung habe. Erlaube man ihr, ihren natürlichen Bedürfnissen zu folgen, schaffe sie auch ungewollt eine bessere Welt: reicher, freier und mit einer besseren Ausbildung. Die Regierungen sollten sich nicht in den Weg der sich entwickelnden Märkte stellen. Neben seiner Rolle als Wegbereiter der Nationalökonomie erstellte er auch ein umfangreiches moralphilosophisches Werk, etwa die Theorie der ethischen Gefühle.
Einige andere der herausragenden Persönlichkeiten der Schottischen Aufklärung waren Schriftsteller und Poeten wie Robert Burns (1759–96) und Sir Walter Scott (1771–1832), Maler wie Allan Ramsay (1713–84) und Henry Raeburn (1756–1823) oder Techniker wie James Watt (1736–1819). David Hume, Dugald Stewart, Thomas Reid, Adam Ferguson, John Playfair, Joseph Black und der Geologe James Hutton wären ebenso zu nennen. Die Rolle der Frauen in dem Prozess wird erst seit vergleichsweise kurzer Zeit untersucht. Es gab interessanterweise keine schottischen Blaustrümpfe und deutlich mehr bekannte weibliche Intellektuelle in England als in Schottland.

## Auswirkungen

### Wirtschaft

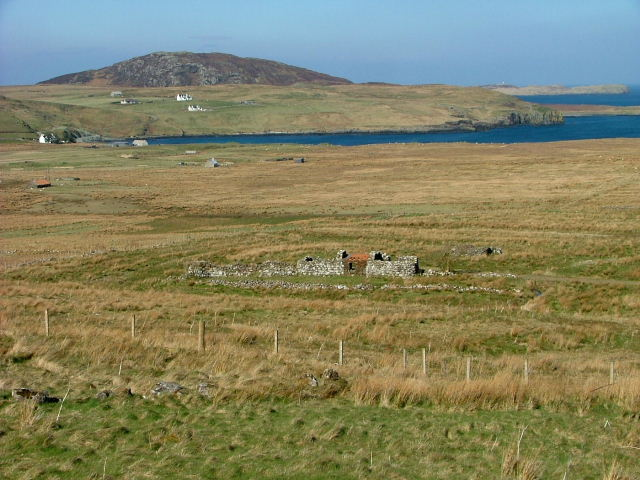
Siedlungsreste in den Highlands bei Kilmaluag

Zu Beginn der Union mit England war Schottlands Bevölkerung nur ein Fünftel der britischen, das Wirtschaftsleistung und Vermögen war nur ein Bruchteil britischen Zahlen. Schottland begann dann aber aufzuschließen. Insbesondere bemühte sich die Gentry und der Adel, die Landwirtschaft auf englisches Niveau zu bringen, was zugleich eine erhebliche Landflucht verursachte. Beim internationalen Handel wurden die amerikanischen Kolonien von entscheidender Bedeutung. Glasgow profitierte insbesondere vom Handel mit Industriegütern und als Umschlagplatz des Tabakhandels. Die Royal Bank of Scotland wurde 1727 gegründet, als Konkurrenz der jakobitischer Sympathien verdächtigten Bank of Scotland. Ebenso folgten lokale Banken in Glasgow und Ayr, die auch als Finanziers des Handels und bei Infrastrukturverbesserungen wirkten.

### Erziehung und intellektuelles Klima
1496 wurden im Rahmen des Education Act alle Söhne von Baronen und Freisassen zum erweiterten Schulbesuch verpflichtet. Das bereits seit dem 17. Jahrhundert etablierte Netzwerk von Schulen in den Pfarrbezirken wurde weiter verstärkt, ausgebaut und besser finanziert, wobei die Lowlands schneller und besser versorgt waren. Der bereits im 19. Jahrhundert weit verbreitete Mythos der many a lad of pairts. dem in Schottland nun im Gegensatz zu England möglichen Aufstieg Jungs einfacher Herkunft rührt daher. Die Geschichtsschreibung sieht das mittlerweile etwas differenzierter, wobei der Erfolg der schottischen Bildungsausweitung grundsätzlich nicht in Frage steht. Mit Beginn des 18. Jahrhunderts war der Universitätszugang einfacher und breiter als in England, Frankreich oder Deutschland was sich dann anschließend auszuzahlen begann. In England wurde die Schulpflicht erst in den 1880er Jahren eingeführt und die Oberschicht verteidigte nicht nur ihre Privilegien, sondern legte deutlich weniger Wert auf formale Bildung als andernorts, etwa beim preußischen Bildungsbürgertum. Zum Ende des 17. Jahrhunderts hatte Schottland fünf Universitäten, England nach wie vor nur zwei. Mathematik und Astronomie wurden etabliert, insbesondere die medizinischen Fakultäten in Edinburgh wurden überregional bedeutend. Robert Sibbald war bei der Gründung des Royal College of Physicians of Edinburgh (1681) beteiligt.

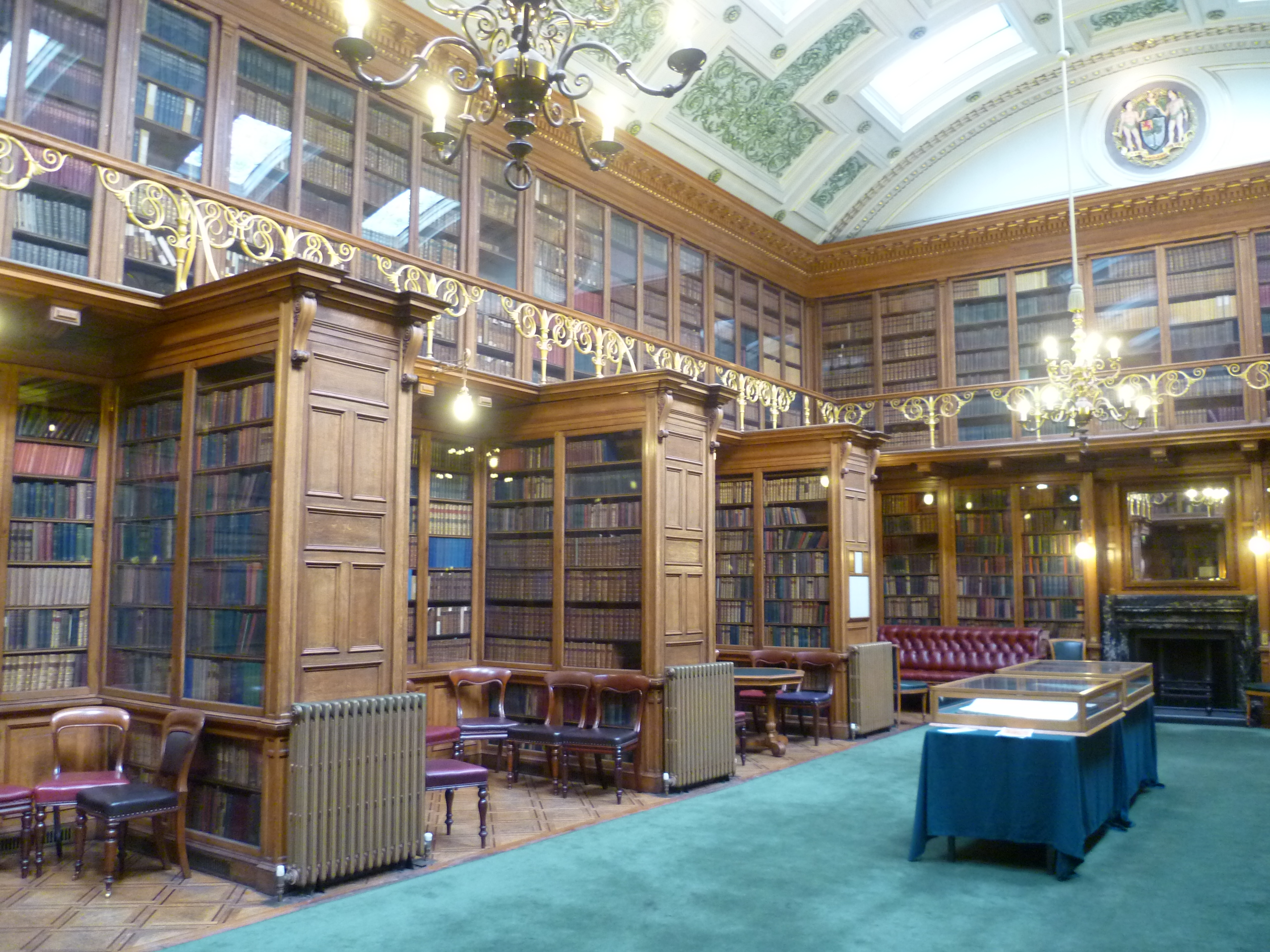
Bücherei des Royal College of Physicians of Edinburgh

Die französische Aufklärung kulminierte in den Salons und der großen Encyclopédie (1751–72) von Denis Diderot und Jean le Rond d’Alembert, an der Hunderte von führenden Intellektuellen mitwirkten. In Schottland wurden (ähnlich wie in Deutschland) private Klubs, Verbindungen und Netzwerke bedeutsam; die Bedeutung des Druck- und Verlagswesens war allein schon in Edinburgh spürbar, wo zwischen 1763 und 1783 die Anzahl der Verlage von sechs auf 16 und die der Papiermühlen von drei auf 12 stieg. Die Encyclopædia Britannica wurde in Edinburgh zwischen 1768 und 1771 zuerst herausgegeben und wurde bis 1898 auch dort verlegt.
Nach Jonathan Israel fand sich bereits Mitte des 18. Jahrhunderts eine intellektuelle Infrastruktur und begannen Universitäten, Lesegesellschaften, Büchereien und Zeitschriften und (freimaurerische) Logen sich gegenseitig zu vernetzen. Die Prägung war vor allem calvinistisch und newtonisch und orientierte sich an einem (im Original 'design') Bildungsbegriff von überregionaler Bedeutung, der es ermöglichte, gesellschaftliche Verhältnisse neu zu deuten und zu beschreiben. Die ersten Klubs entstanden in den 1710er Jahren in Edinburgh. David Hume and Adam Smith waren Mitglied bei der Select Society, andere beim sogenannten Poker Club Adam Fergusons. Clubs erreichten Glasgow in den 1740ern. In Glasgow bemühte sich der Political Economy Club um eine Verknüpfung zwischen Akademikern und Handwerkern. Unter anderem die Select Society (Langversion Select Society for Promoting the Reading and Speaking of the English Language in Scotland) zielte auf die Förderung des Englischen. Die führenden Gelehrten empfanden den schottischen Dialekt als provinziell und vulgär, ein akzentfreies reines Englisch wurde zum Ideal erklärt.

## Erbe
Der Abschluss der schottischen Aufklärung wird oft mit dem Ende des 18. Jahrhunderts angenommen. Allerdings blieben ein überproportionaler schottischer Beitrag zum britischen Geistesleben lange später noch spürbar, so etwa bei Thomas Carlyle, James Watt, William Murdoch, Lord Kelvin und Sir Walter Scott. Ebenso beeinflussten schottische Denker auch die Gründungsväter der USA und deren Konzept des Common Sense. In Edinburgh wurde auch 1789 eines der ersten amerikanischen Konsulate nach der Unabhängigkeit und auf britischem Boden gegründet.
Auch später vollbrachten Persönlichkeiten aus Schottland eine beachtliche Reihe von Ersttaten, Entdeckungen und Leistungen auf den verschiedensten Gebieten. Unter ihnen waren Charles Lyell (1797–1875; Aktualitätsprinzip), James Clerk Maxwell (1831–79; Naturphilosoph und Physiker, Elektrizität und Magnetismus), Sir James „Young“ Simpson (1811–70; Anästhesie), Joseph Lister (1827–1912; Antisepsis), die Schriftsteller Robert Louis Stevenson (1850–94) und Arthur Conan Doyle (1859–1930), der Afrikaforscher David Livingstone (1813–73) und der Arzt Alexander Fleming (1881–1955), der das Penicillin entdeckte. John Logie Baird (1888–1946) erfand das Farbfernsehen.
Allein David Humes Denken, der seinen Rationalismus mit einer tiefen Skepsis (auch gegenüber der Rolle der Vernunft selbst) verband, war von großer Bedeutung auf dem Kontinent. Hume gilt nicht nur als Erwecker Immanuel Kants, sondern als wichtiger Impuls beim deutschen Irrationalismus. Er beeinflusste ebenso den deutsch-schottischen Theologen Johann Joachim Spalding. Spalding prägte seinerseits eine ganze Generation von Predigern und wirkte mit der Neologie und Weiterführung der Rationalen Theologie schulbildend. Hume trug ebenso zu der in Deutschland einflussreichen Vergleichenden Religionswissenschaft bei.
Bei der Rezeption in Deutschland wurden einige wichtige Aspekte der schottischen Aufklärung durch die Übersetzung in das deutsche Umfeld fehlinterpretiert wie auch auf die anderen Verhältnisse adaptiert. Etwa die schottische politeness war mehr als Höflichkeit, sondern der Ausdruck eines verfeinerten gesellschaftlichen Umgangs. Politeness wurde bei Adam Ferguson explizit im republikanischen Sinne gedeutet und als Sinnbild vermehrter politischer Teilhabe wie aufrechter Mannestugenden jenseits des höfischen Umgangs gesehen. In Deutschland wurden die schottischen Begrifflichkeiten aber in die durch den Pietismus geprägte Kultur der Innerlichkeit übertragen. Robert Burns Gedicht A Man’s a Man for A’ That von 1795 wurde nun in Deutschland von Ferdinand Freiligrath als Trotz alledem zu einer linken, zunächst oppositionellen Hymne. In den USA hingegen wurde es durchaus staatstragend, als lyrische Fassung der Unabhängigkeitserklärung der Vereinigten Staaten und Inspiration Thomas Jeffersons empfunden und im Umfeld der Abschaffung der Sklaverei eng mit der Politik Abraham Lincolns und der republikanischen Partei verbunden. Die DDR nahm Trotz alledem für sich wie ihre sozialistische Ideologie in Anspruch.

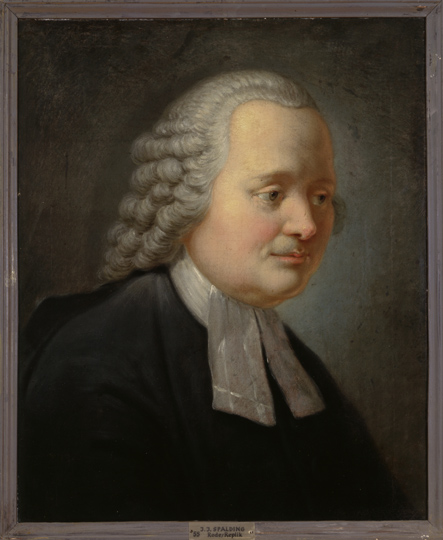
Spalding 1762

Ein prominentes Beispiel für die Wirkung in Deutschland (und Bayern) ist der Geophysiker Johann von Lamont. Er stammte aus vergleichsweise einfachen Verhältnissen in Schottland, erhielt als begabte Halbwaise durch Vermittlung des Dekans der Schottischen Benediktiner ein Stipendiat für das Theologiestudium in Regensburg (1817). Dort besuchte er das Königlich-Bayerische Gymnasium und nach anfänglichem Theologiestudium bildete er sich naturwissenschaftlich weiter. Lamont gründete und betrieb das erste bayerische geophysikalische Observatorium in München.
Als lohnendes Forschungsthema wurde die Schottische Aufklärung ab den 1960er Jahren aufgenommen und auch die Leistungen vieler Einzelpersönlichkeiten, die zuvor mit England assoziiert wurden, als genuin schottisch anerkannt. Die Diskussion kam erst in den 1990er Jahren mit erheblicher Verzögerung in Deutschland an.